# 马雷塔·德亚·乔瓦尼
马雷塔·德亚·乔瓦尼（1994年3月27日—），印尼女子羽毛球運動員。

## 簡歷
2013年6月，马雷塔·德亚·乔瓦尼出戰馬爾代夫國際挑戰賽，與梅尔维拉·奥克拉莫纳合作在女子雙打比賽中贏得冠軍，這亦是她首個國際賽事冠軍。二人又在緊接進行的印尼國際挑戰賽，再次贏得女雙冠軍。然而，在往後半年間，二人除了在新加坡國際系列賽打進四強外，其餘比賽都在首兩圈出局，未能保持合作初期的佳績。
2014年開始，马雷塔·德亚·乔瓦尼先後與罗西尔塔·伊卡·普特里·萨里、里琳·阿米莉亚、梅拉蒂·达伊瓦·奥克塔维亚尼等搭檔女雙。

## 主要比賽成績
只列出曾進入準決賽的國際賽事成績：
| 年份   | 賽事                     | 公開賽級別 | 項目     | 拍檔                       | 成績   |
| ------ | ------------------------ | ---------- | -------- | -------------------------- | ------ |
| 2013年 | 馬爾代夫羽毛球國際挑戰賽 | 國際挑戰賽 | 女子雙打 | 梅尔维拉·奥克拉莫纳        | 冠軍   |
| 2013年 | 印尼羽毛球國際挑戰賽     | 國際挑戰賽 | 女子雙打 | 梅尔维拉·奥克拉莫纳        | 冠軍   |
| 2013年 | 新加坡羽毛球國際系列賽   | 國際系列賽 | 女子雙打 | 梅尔维拉·奥克拉莫纳        | 準決賽 |
| 2014年 | 越南羽毛球大獎賽         | 大獎賽     | 女子雙打 | 罗西尔塔·伊卡·普特里·萨里  | 冠軍   |
| 2014年 | 保加利亞羽毛球國際賽     | 國際系列賽 | 女子雙打 | 罗西尔塔·伊卡·普特里·萨里  | 準決賽 |
| 2014年 | 馬來西亞羽毛球國際挑戰賽 | 國際挑戰賽 | 女子雙打 | 罗西尔塔·伊卡·普特里·萨里  | 亞軍   |
| 2015年 | 奧地利羽毛球公開賽       | 國際挑戰賽 | 女子雙打 | 苏琪·里基·安迪妮           | 冠軍   |
| 2015年 | 東南亞運動會羽毛球比賽   | 其他       | 女子團體 | －                         | 銅牌   |
| 2015年 | 東南亞運動會羽毛球比賽   | 其他       | 女子雙打 | 苏琪·里基·安迪妮           | 銅牌   |
| 2015年 | 越南羽毛球大獎賽         | 大獎賽     | 女子雙打 | 苏琪·里基·安迪妮           | 亞軍   |
| 2015年 | 印尼羽毛球國際挑戰賽     | 國際挑戰賽 | 女子雙打 | 苏琪·里基·安迪妮           | 亞軍   |
| 2015年 | 印尼羽毛球大師賽         | 黃金大獎賽 | 女子雙打 | 苏琪·里基·安迪妮           | 準決賽 |
| 2016年 | 印度羽毛球國際挑戰賽     | 國際挑戰賽 | 女子雙打 | 塔尼亚·奥克塔维亚尼·库苏马 | 冠軍   |
| 2017年 | 印尼羽毛球國際挑戰賽     | 國際挑戰賽 | 混合雙打 | Reinard Dhanriano          | 準決賽 |
| 2018年 | 印尼羽毛球國際系列賽     | 國際系列賽 | 女子雙打 | 尼薩克·普吉·萊斯塔里       | 準決賽 |

| 2007-2017年 | 首要超級賽 | 超級賽 | 黃金大獎賽 | 大獎賽 | 國際挑戰賽 | 國際系列賽 | 未來系列賽 | 其他 |

| 2018-2026年 | 總決賽 | 超級1000賽 | 超級750賽 | 超級500賽 | 超級300賽 | 超級100賽 | 國際挑戰賽 | 國際系列賽 | 未來系列賽 | 其他 |